# Cuple cinematice
Cuplele cinematice sunt conexiuni între corpuri aflate în mișcare relativă nu doar între două. Cuplele sunt cu mai multe grade de constrâgere a mișcărilor relative. Conceptul a fost introdus ca o reprezentare în studiul mașinilor și mecanismelor.